# Nidularium corallinum
Nidularium corallinum là một loài thực vật có hoa trong họ Bromeliaceae. Loài này được (Leme) Leme mô tả khoa học đầu tiên năm 2000.